# ناثان روجرز
ناثان روجرز هو كاتب أغاني وموسيقي ومغني كندي، ولد في 16 يوليو 1979.

## وصلات خارجية
- الموقع الرسمي
- ناثان روجرز على موقع ميوزك برينز (الإنجليزية)
- ناثان روجرز على موقع أول ميوزيك (الإنجليزية)
- ناثان روجرز على موقع ديسكوغز (الإنجليزية)